# جورج جينتي
جورج جينتي هو رسام كتب قصص مصورة أمريكي اشتهر بعمله كتاب الطريقة الأمريكية، وهي سلسلة محدودة من الكتب المصورة الأمريكية من ثمانية منشورات تم إنتاجها من استديو «وايلد ستورم» لـ شركة «دي سي كوميكس»، واشتهر ايضًا بسلسلة الكتب المصورة بافي قاتلة مصاصي الدماء التي نشرتها دارك هورس كاريكاتير.

## النشأة
ولد جورج مايكل جينتي في بروكلين، نيويورك. ونشأ في ميامي بيتش، فلوريدا. بعد أن أخذ دروس في الفن، في كلية ميامي داد. جينتي فكر في مهنة التمثيل، لكنه قرر استخدام موهبته الفنية لممارسة مهنة الفن التجاري. وقد ألهم من الكتب المصورة التي قرأها أثناء نشأته، والتي تضم أيقونات الأبطال الخارقين في الكتب المصورة في السبعينيات مثل لوك كيج، وكوميكس الأبطال الخارقين الكلاسيكيين مثل فنتاستك فور وسوامب ثينغ وجعل جينتي الكتب المصورة محور تركيزه.
ينسب جينتي على وجه التحديد الفضل إلى فرانك ميلر <i id="mwHg">دارديفيل # 183</i> ، باعتباره السبب في قراره بممارسة مهنة في الرسوم الهزلية.
تشمل مؤثراته الفنية فنانين الكتب المصورة الأمريكيين مثل جون بيرن ومايكل جولدن وآلان ديفيس، بالإضافة إلى أساطير الكتب المصورة الأوروبيين ميلو مانارا وجان جيرو (موبيوس) . 

## حياته المهنية

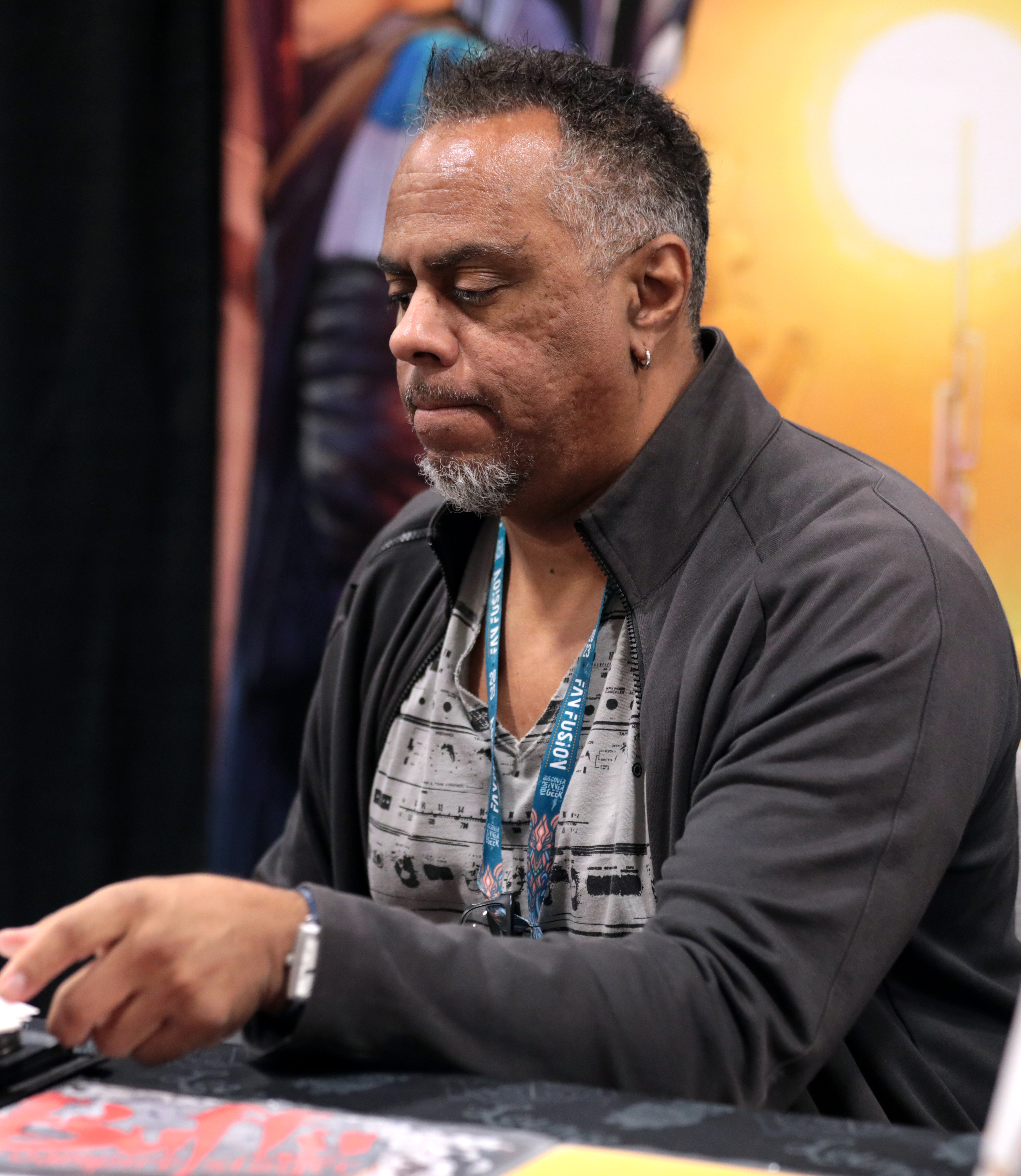
جورج جينتي يتحدث أثناء حدث في فينيكس، أريزونا

### بداية مهنته
أول عمل نجح لجيني هو «بارادايم» رقم 1 (1994) الذي نشرته شركة كاليبر كوميكس للنشر. وبعد فترة وجيزة، عمل على الرسوم الهزلية «الفتاة السيئة» في ستوديو «لندن نايتز» والتي تضم شخصيات مختلفة مثل بويزن وسترايك رازور. انتقلت جيني إلى أتلانتا في عام 1999، وانضمت إلى صفوف ستوديو جيجين وكان مقرها أتلانتا. 
بعد انتشار أعمال دي سي كوميكس مثل الفانوس الأخضر وسوبربوي وسوبرمان. عرضت شركة مارفل كوميكس على جينتي أول مسلسل شهري مستمر له لعمله - بيشوب (1999). تضمنت أعمال جينتي أيضًا غامبت و ديدبول و وبين اكس و س وهي نسخة مصغرة للعبة الفيديو أكتيفجن. خلال هذا الوقت، في عام 2003، غادر جينتي استوديوهات جيجين وبعد عام جينتي أسس ستوديو «ريفولفر» ومقره أتلانتا، أسسه مع ديكستر فاينز وتوم فيستر وبريان ريبر وطارق حسن. 
في عام 2006، قامت دي سي كوميكس ووايلد ستورم بجمع جينتي مع كاتب السيناريو في هوليوود جون ريدلي، من أجل عمل «الطريقة الأمريكية» ، وهي سلسلة مصغرة من الكتب المصورة من ثمانية منشورات وقدمت تاريخًا موازيًا للاضطرابات المدنية خلال الستينيات في أمريكا. حيث حكومة الولايات المتحدة أنشأت «الأبطال الخارقين» و «الأشرار» الخاصة بها ورتبت معارك وهمية للتأثير على الرأي العام. 

### بافي قاتلة مصاص الدماء
أثناء العمل على كتابه المصور «الطريقة الأمريكية» ، تم الاتصال بـ جينتي من قبل كبير محرري «دارك هورس» سكوت ألي الذي سأله عما إذا كان مهتمًا بالعمل في الكتاب المصور بافي قاتلة مصاصي الدماء الموسم الثامن. طلبه خصيصًا مبتكر بافي جوس ويدن، الذي كان من محبي عمل جينتي بيشو 
بدأ جينتي رسم العدد الأول من الموسم الثامن بالقلم الرصاص مباشرة بعد الانتهاء من عمله «الطريقة الأمريكية» ، حيث عمل عن كثب مع جوس ويدن في جلب المسلسل التلفزيوني إلى عالم الكتب المصورة. عند القيام بذلك، أراد ويدون بشدة نسخ كتاب مصور لشخصيات بافي، والتي تحمل جوهر نظرائهم في التلفزيون، دون أن تبدو وكأنها صور ثابتة معاد رسمها.
لا يزال الكثير من الاهتمام بالتفاصيل ينصب على تقديم هذه النسخة، كما يقول جينتي، «يستغرق الأمر 30٪ أكثر من الوقت لعمل صفحة عن» بافي«مقارنة بصفحة من عمله الآخر» غامبت«. ولكن ما مدى صعوبة عملي عندما أجلس طوال اليوم وأرسم سارة ميشيل جيلار أو أليسون هانيغان أو ميشيل تراختنبرغ ؟» 
على مدار الموسم الثامن ، عمل جينتي أيضًا مع الكاتبة جين إسبنسون، وكاتب الكتاب المصور بريان ك.فون، وجيف لوب، وبراد ميلتزر. ابتكر جينتي أيضًا أغلفة متنوعة لمعظم سلسلة الكتب المصورة، والتي تم ترشيحها لجائزة إيسنر لعام 2008 لأفضل سلسلة جديدة.
تم جمع السلسلة الكاملة لاحقًا في سبعة كتب وتم إدراجها بانتظام في قائمة أفضل الكتب مبيعًا في نيويورك تايمز للكتب الرسومية.

### الردود الناقدة لسلسلة
حظي عمل جورج جينتي الفني في الموسم الثامن بالثناء على نجاحه في التقاط جوهر البرنامج التلفزيوني وإثارته وروح الدعابة، دون أن يبدو وكأنه عمل تجاري إعلامي. صرح ماثيو سبرينغر قائلاً: "إنه يجلب هؤلاء الأشخاص إلى الحياة ليس كرسومات لممثلين وممثلات، ولكن كشخصيات كتب مصورة واقعية بالكامل في حد ذاتها". صرح مبتكر "بافي" جوس ويدن، أنه أثناء البحث عن فنان لـ بافي الموسم الثامن ، أراد شخصًا "جيد في رسم الشخصيات.
أثنى مارك ستودارد على اختيار ويدون لجيني، قائلاً: «تخطيطاته وسرد القصص واضحة إنه يتعامل مع تسلسلات الحركة بشكل جيد، وسرد القصة ممتاز، مع الاحتفاظ بشعور من الفردية الفنية، بدلاً من مجرد إنشاء صور أو إعادة صياغة اللقطات التلفزيونية». كان هناك أيضًا بعض الجدل الأولي بين محبي بافي والنقاد حول اختيار أسلوب جوس ويدون الفني. اعتقد كيث مكدوفي أن رسم جينتي «لديه القليل مما هو مرغوب فيه» مقارنة بالعمل الفني الواقعي للصور على الأغلفة. ومع ذلك، أشاد ريتشارد جورج من موقع آي جي إن بعمل جينتي باعتباره وسيطًا ممتازًا بين الحياة الواقعية والكوميديا، وحث القراء على عدم مقارنة فن جينتي الداخلي بأسلوب غلاف الصورة الواقعي لجو تشين، وأن «كلا الأسلوبين لهما مكانهما».

## الحياة الشخصية
قامت والدته بتربيته في ميامي بيتش بولاية فلوريدا مع 3 أشقاء أصغر منه. وفي أوائل عام 2011 غادر جورج استوديو ريفولفر في أتلانتا، وانتقل إلى لونج بيتش ، كاليفورنيا لكنه عاد منذ ذلك الحين إلى أتلانتا ، جورجيا. 

## الجوائز
تم ترشيحه: 2008 جائزة أيزنر لأفضل مسلسل جديد، عن فيلم بافي قاتلة مصاصي الدماء: الموسم الثامن 

## روابط خارجية
- الموقع الرسمي

1. ↑  "حياة جورج جينتي". kabalounge. kabalounge. مؤرشف من الأصل في 2021-02-11.